# Вілліан Гоміш де Сікейра
Вілліа́н Го́міш де Сіке́йра (порт. Willian Gomes de Siqueira; нар. 1 березня 1986 року, Трес Фронтейрас, Бразилія) — бразильський футболіст, нападник «Флуміненсе».

## Досягнення
- Чемпіон штату Сан-Паулу (1): 2020
- Чемпіон штату Мінас-Жерайс (1): 2014
- Чемпіон Бразилії (4): 2011, 2012, 2013, 2014, 2018
- Володар Кубка Лібертадорес (3): 2012, 2020, 2021
- Володар Кубка Бразилії (1): 2020